# Taza de Agua
Taza de Agua är en ort i Mexiko.   Den ligger i kommunen San Cristobal De Casas och delstaten Chiapas, i den sydöstra delen av landet, 800 km öster om huvudstaden Mexico City. Taza de Agua ligger 2 432 meter över havet och antalet invånare är 168.
Terrängen runt Taza de Agua är huvudsakligen kuperad, men norrut är den bergig. Runt Taza de Agua är det tätbefolkat, med 530 invånare per kvadratkilometer. Närmaste större samhälle är San Cristóbal de las Casas, 7,1 km sydväst om Taza de Agua. Omgivningarna runt Taza de Agua är en mosaik av jordbruksmark och naturlig växtlighet.